# جومو کنیاتا
 جومو کنیاتا  (به انگلیسی: Jomo Kenyatta) (زاده ۱۸۹۱ - درگذشته ۲۲ اوت ۱۹۷۸) اولین رئیس‌جمهور کنیا پس از استقلال این کشور است.
او پس از تحمل نه سال زندان با فشار سوسیالیستها بر انگلستان در ۱۹ اوت ۱۹۶۱ آزاد شد. اتحادیه ملی کنیا به رهبری جومو کنیاتا، بلافاصله پس از استقلال کنیا در ۱۲ دسامبر ۱۹۶۳، دولت را تشکیل دادند. یک سال بعد کنیاتا اولین رئیس‌جمهور کنیا گردید. با مرگ کنیاتا در سال ۱۹۷۸، دنیل آراپ موی رئیس‌جمهور شد.
اوهورو کنیاتا رئیس‌جمهور وقت کنیا پسر وی است.
اوهورو در انتخابات ریاست جمهوری کنیا سال ۲۰۱۳، با کسب ۵۰٫۰۳ درصد آرا و با به دست آوردن برتری اندکی نسبت به رایلا اودینگا نخست‌وزیر وقت کنیا، پیروز شد.

## کتاب شناسی
- Facing Mount Kenya  (1938)
- My people of Kikuyu and the life of Chief Wangombe (1944)
- Suffering Without Bitterness (biography 1968)
- Kenya: The land of conflict (1971)
- The challenge of Uhuru;: The progress of Kenya, 1968 to 1970 (1971)

### کتاب‌های مربوط به جوجو کنیاتا
- Guy Arnold (1974), Kenyatta and the politics of Kenya, London: Dent ISBN 0-460-07878-X
- Jeremy Murray-Brown (1979), Kenyatta, Allen & Unwin, ISBN 0-04-920059-3
- George Delf (1961), Jomo Kenyatta: Towards Truth about "The Light of Kenya" New York: Doubleday. ISBN 0-8371-8307-3
- Rawson Macharia (1991), The Truth about the Trial of Jomo Kenyatta, Nairobi: Longman. ISBN 9966-49-823-0
- Veena Malhotra (1990), Kenya Under Kenyatta Kalinga. ISBN 81-85163-16-2
- Montagu Slater (1955), The trial of Jomo Kenyatta London: Secker and Warburg. ISBN 0-436-47200-7
- Elizabeth Watkins, (1993) Jomo's Jailor — Grand Warrior of Kenya Mulberry Books ISBN 978-0-9528952-0-6
- Caroline Elkins, (2005) Imperial Reckoning. Henry Holt and Co ISBN 0-8050-7653-0

### فیلم‌های مربوط به جوجو کنیاتا
- Anthony Howarth & David Koff (1973), Kenyatta Part 3 of The Black Man's Land Trilogy  بایگانی‌شده  در ۱۰ آوریل ۲۰۲۱ توسط Wayback Machine